# Massa (stad)
De stad Massa is gelegen in de Italiaanse regio Toscane, en is samen met Carrara hoofdstad van de provincie Massa-Carrara.
Massa is een belangrijke industriestad aan de voet van de Apuaanse Alpen. Uit dit gebergte komt de rivier de Frigido die dwars door de stad stroomt. De eerste vermelding van de stad dateert uit de elfde eeuw. Van de 15de tot de 18de eeuw was Massa een onafhankelijk prinsdom. In 1829 werd het bij het hertogdom Modena en Reggio gevoegd, vanaf 1859 hoorde het bij het koninkrijk Sardinië.
Het centrum van Massa wordt gedomineerd door het 15de-eeuwse Castello Malaspina di Fosdinovo. Het kasteel, dat zich op een berg verheft, is voor publiek toegankelijk. Op het Piazza Aranci staat het elegante Palazzo Ducale met zijn rijke façade uit 1701. De belangrijkste kerk van Massa is de kathedraal die opgedragen is aan de heiligen Sint-Franciscus en Sint-Paulus.
Aan de kust van de Tyrreense Zee ligt de badplaats Marina di Massa met veel hotels en campings. Ten oosten van de stad ligt het natuurpark Parco Regionale delle Alpi Apuane. Dit gebergte is zeer belangrijk voor de zone vanwege de marmerwinning.
De volgende frazione maken deel uit van de gemeente: Altagnana en Antona.

## Geboren
- Aurelio Andreazzoli (1953), voetbaltrainer
- Alberigo Evani (1963), voetballer
- Roberto Mussi (1963), voetballer
- Francesca Piccinini (1979), volleybalster
- Andrea Coda (1985), voetballer
- Nicolò Zaniolo (1999), voetballer
- Jacopo Fazzini (2003), voetballer